# مارجوری جکسون-نلسون
مارجوری جکسون-نلسون (انگلیسی: Marjorie Jackson-Nelson؛ زادهٔ ۱۳ سپتامبر ۱۹۳۱) دونده سرعت سابق اهل استرالیا و فرماندار استرالیای جنوبی از سال ۲۰۰۱ تا ۲۰۰۷ بود.